# Liste von Bergen in der Türkei
Diese Liste zeigt die höchsten Berge der Türkei, der Höhe nach geordnet.

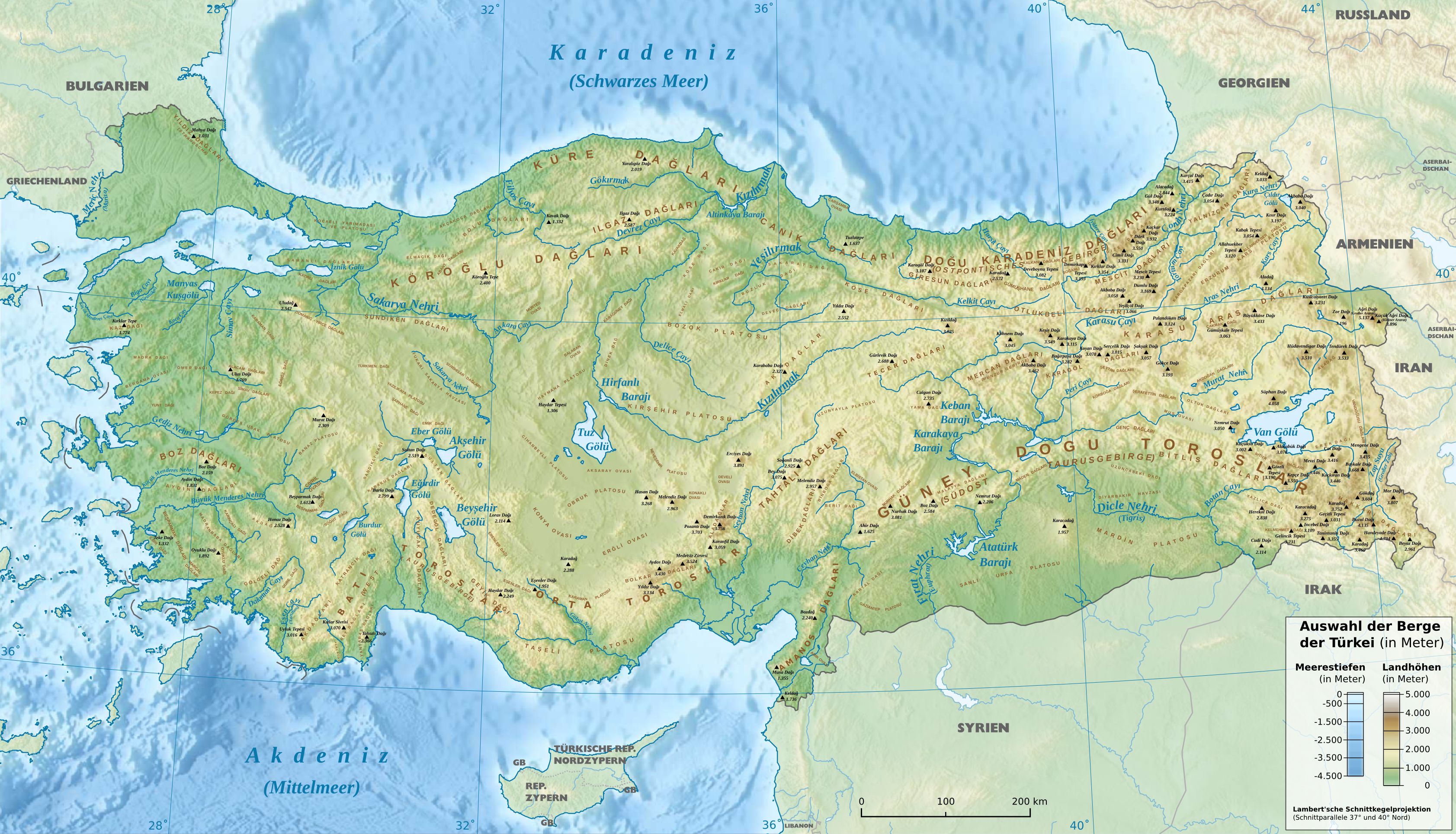
Lage der Berge und Gebirge

Lage der Gebirge und Tektonik

| Gipfel                                 | Höhe   | Gebirge/Massiv                                          | Provinz            |
| -------------------------------------- | ------ | ------------------------------------------------------- | ------------------ |
| Großer Ararat (Büyük Ağrı Dağı)        | 5137 m | Armenisches Hochland                                    | Ağrı/Iğdır         |
| Uludoruk Tepesi                        | 4135 m | Buzul Dağı/Hakkari Dağları/Östlicher Taurus             | Hakkâri            |
| Cilo Dağı                              | 4116 m | Buzul Dağı/Hakkari Dağları/Östlicher Taurus             | Hakkâri            |
| Süphan Dağı                            | 4058 m | Armenisches Hochland                                    | Van                |
| Kaçkar Dağı                            | 3932 m | Rize Dağları/Ostpontisches Gebirge                      | Rize/Artvin        |
| Erciyes Dağı                           | 3916 m |                                                         | Kayseri            |
| Kleiner Ararat (Küçük Ağrı Dağı)       | 3896 m | Armenisches Hochland                                    | Ağrı               |
| Mor Dağı                               | 3807 m | Hakkari Dağları/Östlicher Taurus                        | Hakkâri            |
| Demirkazık Dağı (Aladağ)               | 3756 m | Aladağlar/Taurus                                        | Niğde              |
| Karadağ                                | 3752 m | Hakkari Dağları/Östlicher Taurus                        | Hakkâri            |
| Emler Zirvesi                          | 3723 m | Aladağlar/Taurus                                        | Niğde              |
| Gökdağ                                 | 3604 m | Hakkari Dağları                                         | Hakkâri            |
| Kepçe Dağı (Arnas Dağı)                | 3550 m | İhtiyarşahap Dağları/Östlicher Taurus                   | Van                |
| Dilek Dağı                             | 3550 m | Rize Dağları/Ostpontisches Gebirge                      | Rize/Erzurum       |
| Keşiş Tepesi                           | 3549 m | Keşiş Dağı/Otlukbeli Dağları                            | Erzincan           |
| Esence Tepesi                          | 3549 m | Otlukbeli Dağları                                       | Erzincan           |
| Tendürek Dağı                          | 3533 m | Aladağ                                                  | Ağrı               |
| Medetsiz Zirvesi                       | 3524 m | Bolkar Dağları                                          | Niğde              |
| Hüdavendigâr Dağı                      | 3510 m | Aladağ                                                  | Ağrı/Van           |
| Akbaba (Mercan Dağı)                   | 3462 m | Munzur Dağları (Mercan Dağları)                         | Erzincan           |
| Karadağ                                | 3460 m | Gare Dağı/Hakkari Dağları/Östlicher Taurus              | Hakkâri            |
| Mevzi Dağı                             | 3446 m | İhtiyarşahap Dağları/Östlicher Taurus                   | Van                |
| Mengene Dağı                           | 3435 m | Vandoğusu Dağları                                       | Van                |
| Büyükköse Dağı (Köse Dağı)             | 3433 m | Karasu Aras Dağları                                     | Ağrı               |
| Aydos Dağı                             | 3430 m | Bolkar Dağları                                          | Konya              |
| Çat Dağı (Sudis Dağı)                  | 3416 m | İhtiyarşahap Dağları/Östlicher Taurus                   | Van                |
| Karçal Dağı                            | 3415 m | Karçal Dağları/Ostpontisches Gebirge                    | Artvin             |
| Başak Tepesi (Konaklı Dağı)            | 3355 m | Yanıntanın Dağları/Östlicher Taurus                     | Şırnak             |
| Kırklar Dağı                           | 3354 m | Rize Dağları/Ostpontisches Gebirge                      | Rize               |
| Gül Dağı (Boğa Tepesi)                 | 3348 m | Rize Dağları/Ostpontisches Gebirge                      | Rize/Artvin        |
| Cimil Dağı                             | 3331 m | Rize Dağları/Ostpontisches Gebirge                      | Erzurum            |
| Abdal Musa Tepesi                      | 3331 m | Giresun Dağları/Ostpontisches Gebirge                   | Giresun/Gümüşhane  |
| Koçkıran Dağı                          | 3326 m | İhtiyarşahap Dağları/Östlicher Taurus                   | Van                |
| Bağırpaşa Dağı                         | 3282 m | Karagöl Dağları                                         | Tunceli            |
| Hasan Dağı                             | 3268 m |                                                         | Aksaray/Niğde      |
| Kandil Dağı                            | 3250 m | Hakkari Dağları//Östlicher Taurus                       | Hakkâri            |
| Gelincik Tepesi (Galamemi Dağı)        | 3231 m | Kelmehmet Dağı/Östlicher Taurus                         | Şırnak             |
| Mescit Dağı                            | 3239 m | Mescit Dağları                                          | Erzurum            |
| Devedağı Tepesi                        | 3202 m | Mescit Dağları                                          | Erzurum            |
| Eğripınar Dağı                         | 3200 m | Munzur Dağları                                          | Tunceli            |
| Zor Dağı                               | 3196 m |                                                         | Ağrı               |
| Demirkapı Tepesi                       | 3193 m | Soğanlı Dağı/Ostpontisches Gebirge                      | Trabzon            |
| Dağkale Tepesi                         | 3193 m | Bingöl Dağları                                          | Erzurum            |
| Gözeli Tepesi                          | 3190 m | İhtiyarşahap Dağları/Östlicher Taurus                   | Bitlis             |
| Çimen Dağı                             | 3170 m | Hakkari Dağları//Östlicher Taurus                       | Hakkâri            |
| Dumlu Dağı                             | 3169 m | Mescit Dağları                                          | Erzurum            |
| Kısır Dağı                             | 3150 m |                                                         | Ardahan            |
| Aladağ                                 | 3138 m | Karasu Aras Dağları                                     | Kars               |
| Yıldız Dağı                            | 3134 m | Bolkar Dağları                                          | Mersin/Konya       |
| Palandöken Dağı                        | 3124 m | Karasu Aras Dağları                                     | Erzurum            |
| Allahuekber Tepesi                     | 3120 m | Allahuekber Dağları                                     | Bayburt/Kars       |
| Karagöl Tepesi                         | 3107 m | Giresun Dağları/Ostpontisches Gebirge                   | Giresun/Ordu/Sivas |
| Deveboynu Tepesi                       | 3082 m | Kalkanlı Dağları                                        | Bayburt            |
| Nurhak Dağı                            | 3081 m | Nurhak Dağları                                          | Kahramanmaraş      |
| Alacabük Dağı                          | 3076 m | İhtiyarşahap Dağları                                    | Bitlis             |
| Bey Dağı                               | 3075 m | Tahtalı-Gebirge                                         | Kayseri/Adana      |
| Kızlar Sivrisi                         | 3070 m | Beydağları                                              | Antalya            |
| Gümüşkale Tepesi                       | 3063 m | Çakmak Dağı/Karasu Aras Dağları                         | Erzurum            |
| Şakşak Tepe                            | 3057 m | Şakşak Dağları                                          | Erzurum            |
| Kabak Tepesi                           | 3054 m | Allahuekber Dağları                                     | Kars               |
| Çadır Dağı                             | 3054 m | Yalnızçam Dağları                                       | Artvin             |
| Nemrut Dağı                            | 3050 m | Östlicher Taurus                                        | Bitlis             |
| Köhnem Dağı                            | 3045 m |                                                         | Erzincan           |
| Keldağ                                 | 3050 m | Yalnızçam Dağları                                       | Ardahan            |
| Kızıldağ                               | 3025 m | Köse Dağları                                            | Sivas              |
| Incebel Dağı                           | 3019 m | Kelmehmet Dağı/Östlicher Taurus                         | Şırnak             |
| Uyluk Tepesi (Akdağ)                   | 3016 m | Akdağları                                               | Muğla              |
| Yaylım Dağı                            | 2997 m |                                                         | Elazığ             |
| Melendiz Dağı                          | 2963 m |                                                         | Niğde              |
| Işık Dağı                              | 2957 m | Binboğa Dağları                                         | Kahramanmaraş      |
| Akdağ                                  | 2953 m |                                                         | Erzurum            |
| Yılan Dağı                             | 2950 m | Munzur Dağları                                          | Tunceli            |
| Şahvelet Dağı                          | 2921 m | Malatya Dağları                                         | Erzurum            |
| Alacadağ                               | 2844 m | Ostpontisches Gebirge                                   | Artvin             |
| Herekol Dağı (Yazlıca Dağı)            | 2838 m | Taurus                                                  | Siirt              |
| Barla Dağı                             | 2799 m |                                                         | Isparta            |
| Calgan Dağı                            | 2735 m | Yama Dağı                                               | Sivas              |
| İsabey Dağı                            | 2730 m | Van Doğusu Dağları                                      | Van                |
| Dumanlı Dağı                           | 2710 m | Palandöken Dağları                                      | Erzurum            |
| Kırklar Tepesi                         | 2703 m | Munzur Dağları                                          | Tunceli            |
| Gürlevik Dağı                          | 2688 m | Tecer Dağları                                           | Sivas              |
| Davraz Dağı                            | 2635 m | Davras Dağı                                             | Isparta            |
| Büyükhacet Tepe (Ilgaz Dağı)           | 2587 m | Ilgaz Dağları                                           | Kastamonu          |
| Boz Dağı                               | 2584 m | Malatya Dağları                                         | Adıyaman           |
| Kaval Dağı                             | 2578 m | Östlicher Taurus                                        | Hakkâri            |
| Beygir Dağı                            | 2575 m | Östlicher Taurus                                        | Hakkâri            |
| Karadağ                                | 2572 m | Gümüşhane Dağları                                       | Gümüşhane          |
| Yıldız Dağı                            | 2552 m |                                                         | Sivas              |
| Uludağ                                 | 2542 m |                                                         | Bursa              |
| Honaz Dağı                             | 2528 m | Taurus                                                  | Denizli            |
| Sultan Dağı                            | 2519 m | Sultan Dağları                                          | Afyonkarahisar     |
| Burçak Dağı                            | 2452 m |                                                         | Erzurum            |
| Akdağ                                  | 2449 m | Taurus                                                  | Denizli            |
| Bozdağ                                 | 2419 m | Taurus                                                  | Denizli            |
| Avsek Dağı                             | 2416   |                                                         | Erzurum            |
| Köroğlu Tepe                           | 2400 m | Köroğlu Dağları                                         | Bolu               |
| Tahtalı Dağı                           | 2366 m | Yanartaş Dağları/Taurus                                 | Antalya            |
| Karababa Dağı                          | 2327 m | Ak Dağları                                              | Sivas/Yozgat       |
| Murat Dağı                             | 2309 m |                                                         | Kütahya/Uşak       |
| Babadağ                                | 2308 m | Taurus                                                  | Denizli            |
| Karcı Dağı                             | 2308 m | Taurus                                                  | Denizli            |
| Karadağ                                | 2288 m |                                                         | Karaman            |
| Haydar Dağı                            | 2249 m | Geyik Dağı/Taurus                                       | Konya              |
| Kızılhisar Dağı                        | 2241 m | Taurus                                                  | Denizli            |
| Bozdağ (Daz Dağı)                      | 2240 m | Amanos Dağları (Nur Dağları)                            | Hatay              |
| Topatan Tepesi                         | 2234 m |                                                         | Tunceli            |
| Karaçam Tepesi                         | 2185 m |                                                         | Erzurum            |
| Boz Dağı                               | 2159 m | Boz Dağları                                             | Izmir              |
| Nemrut Dağı                            | 2206 m | Malatya Dağları/Taurus                                  | Adıyaman           |
| Göllü Dağ                              | 2143 m | Taurus                                                  | Niğde              |
| Cudi Dağı                              | 2114 m | Taurus                                                  | Şırnak             |
| Küp Dağı                               | 2088 m |                                                         | Elazığ             |
| Loras Dağı                             | 2041 m |                                                         | Konya              |
| Yaralıgöz Dağı                         | 2019 m | Küre (Isfendiyar) Dağları                               | Kastamonu          |
| Karacadağ                              | 1957 m | Tur Abdin                                               | Şanlıurfa          |
| Eşenler Dağı                           | 1951 m | Taurus                                                  | Konya              |
| Oyuklu Dağı (Karagedik Dağı)           | 1892 m | Madranbaba Dağları (Doğu Menteşe Dağları)               | Muğla              |
| Sarıçiçek Tepesi                       | 1871 m |                                                         | Tunceli            |
| Gabar Dağı oder Küpeli Tepe            | 1848 m | Taurus                                                  | Şırnak             |
| Aydin Dağları                          | 1831 m |                                                         | Izmir              |
| Kırklar Tepe                           | 1774 m | Kaz Dağı                                                | Çanakkale          |
| Ulus Dağı                              | 1769 m | Alacam Dağları                                          | Balıkesir          |
| Keldağ (Kılıç Dağı, Dschabal al-Aqraʿ) | 1736 m | Ziyaret Dağı                                            | Hatay              |
| Tuzlatepe                              | 1637 m | Canik Dağları                                           | Tokat              |
| Ahir Dağı                              | 1625 m | Östlicher Taurus                                        | Kahramanmaraş      |
| Beşparmak Dağı                         | 1612 m | Taurus                                                  | Denizli            |
| Musa Dağı                              | 1355 m | Amanos Dağları                                          | Hatay              |
| Kavak Dağı                             | 1332 m | Bolu Dağları                                            | Karabük            |
| Teke Dağı (Latmos)                     | 1332 m | Beşparmak Dağları (Batı Menteşe Dağları, Latmosgebirge) | Muğla              |
| Haydar Tepesi (Karaca Dağı)            | 1306 m | Haymana Platosu                                         | Ankara             |
| Mahya Dağı                             | 1031 m | Strandscha (Yıldız Dağları, Istranca Dağları)           | Kırklareli         |
| Karasis Dağı                           | 930 m  | Taurus                                                  | Adana              |